# Tableau de mariage

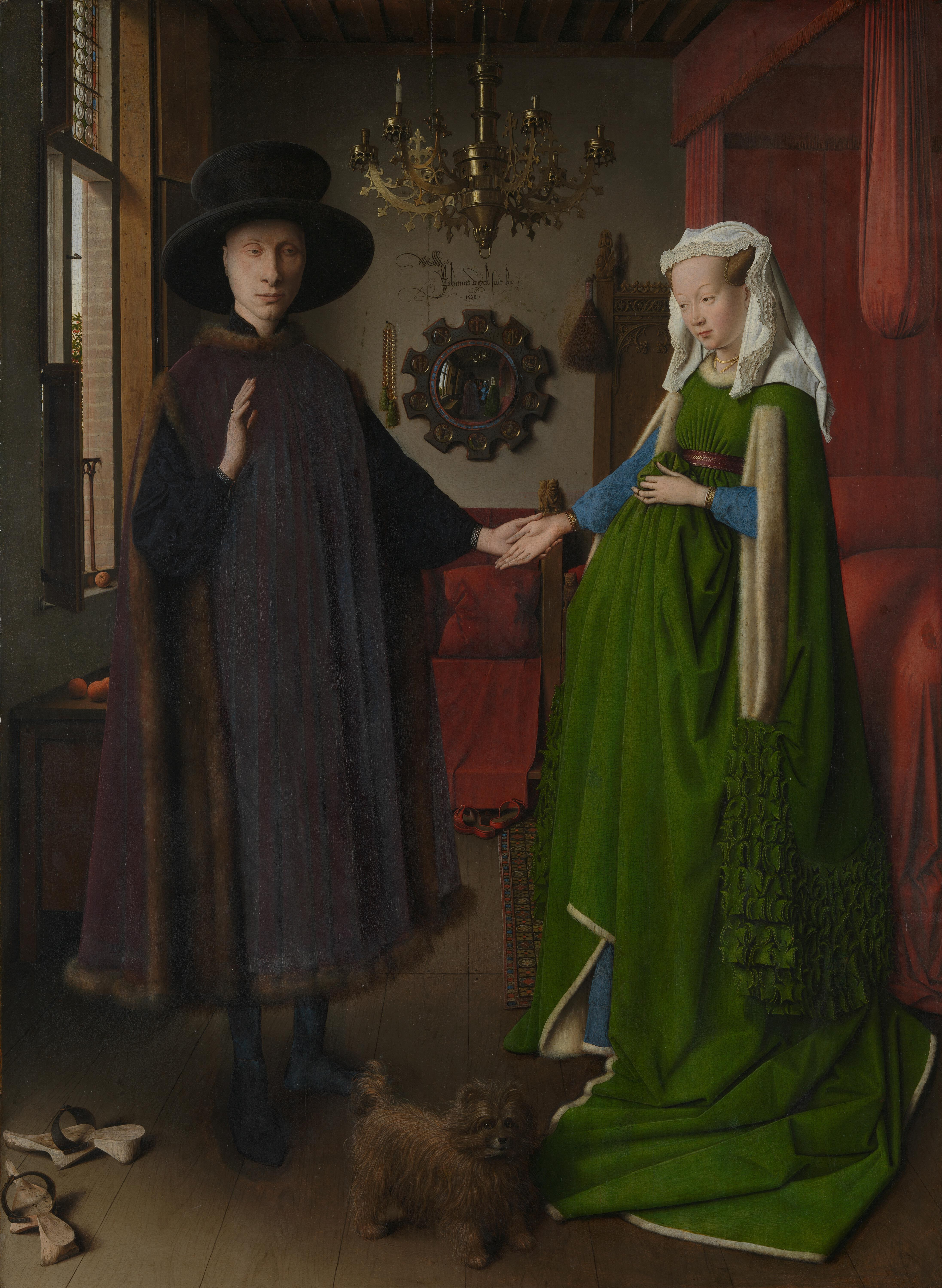
Les Époux Arnolfini de Van Eyck

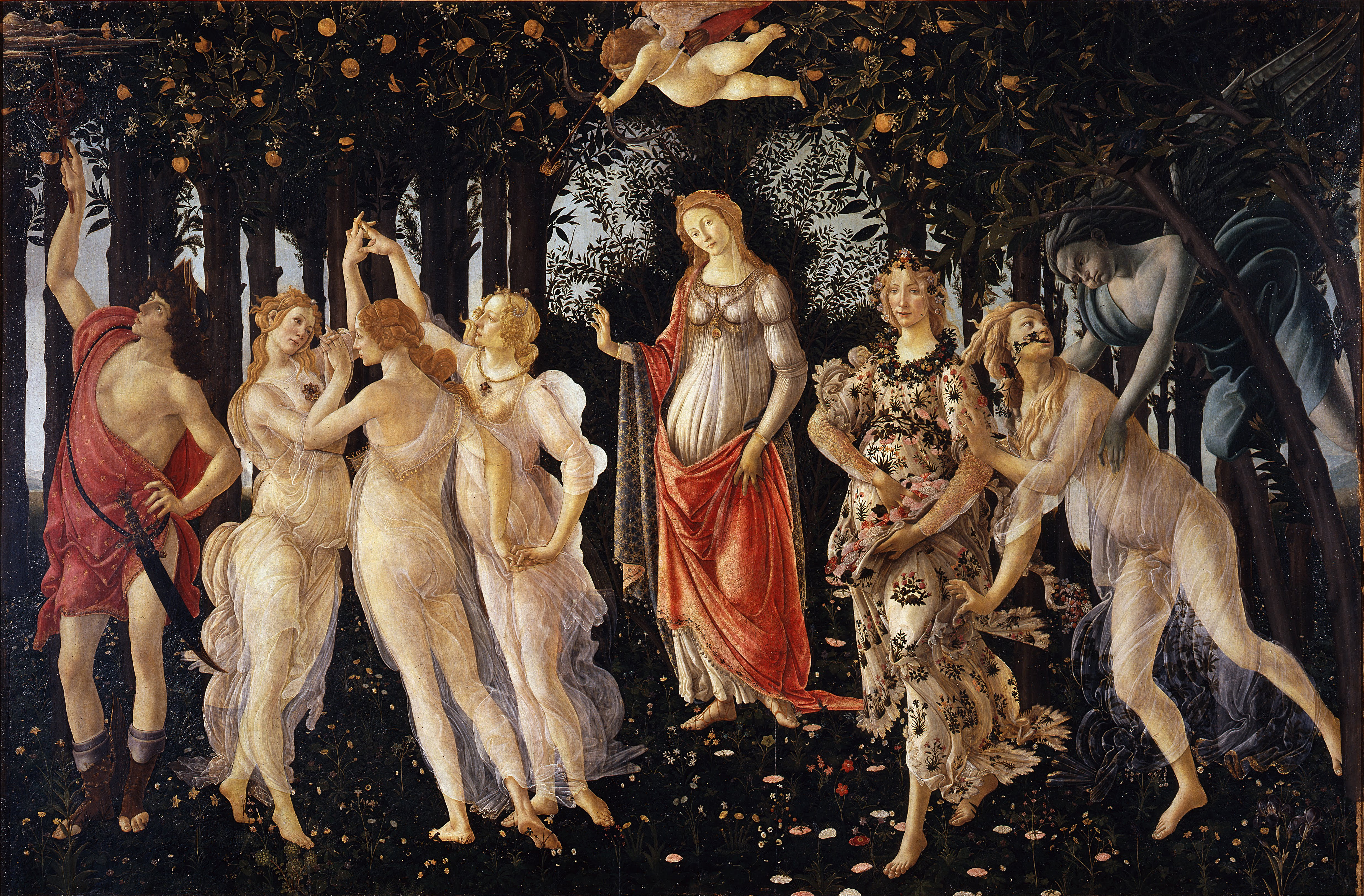
Le Printemps de Botticelli

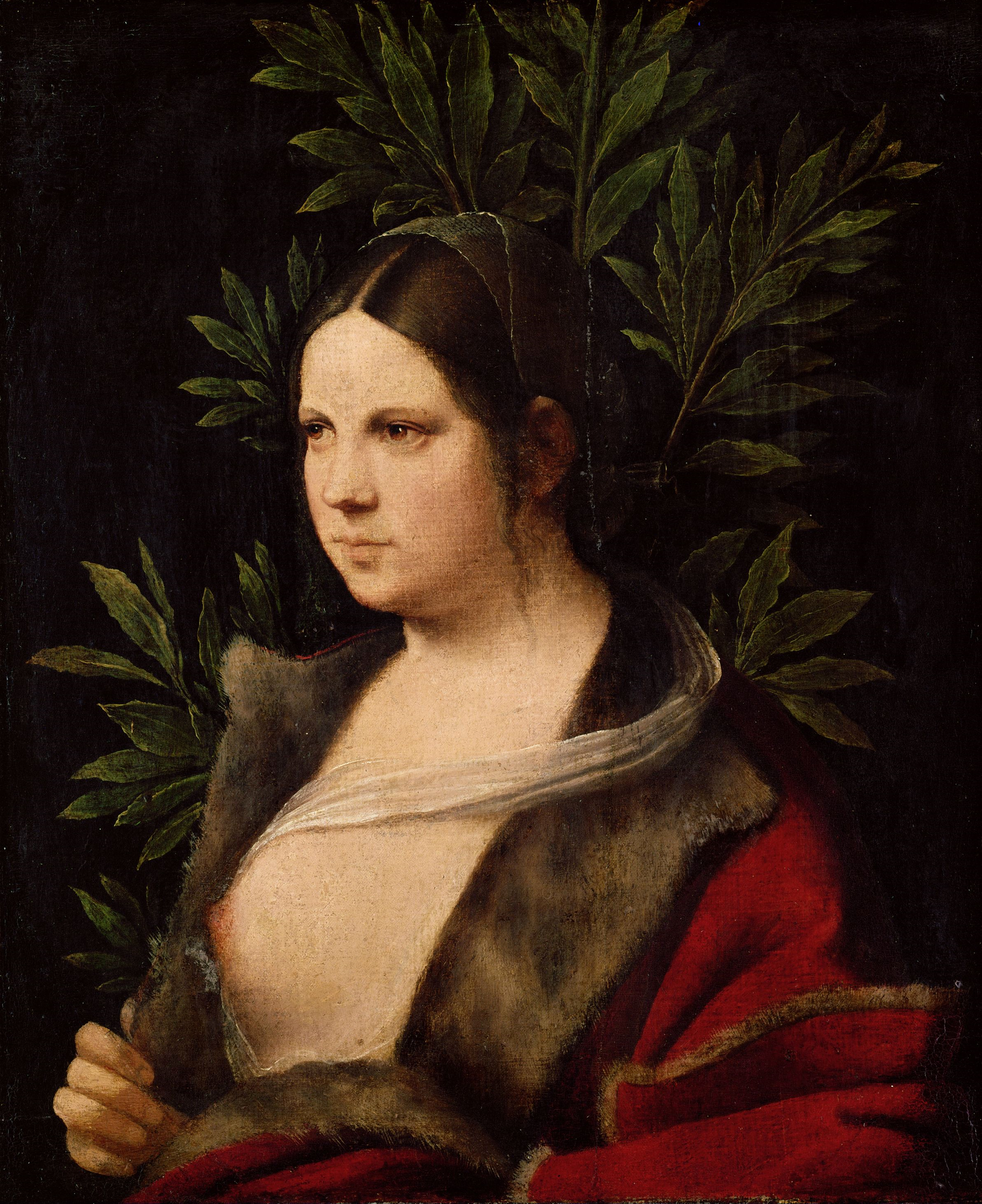
Laura de Giorgione

Le tableau de mariage, ou tableau de noce, est un genre pictural dont la destination est d'être offert au nouveau ou au futur couple.

## Histoire
À la Renaissance, il permet à ses riches commanditaires de célébrer leurs noces prochaines et d'être représentés comme protagonistes de la scène peinte le plus souvent par des artistes renommés sans pour cela être une représentation picturale de la noce.
Avec le cassone, coffre de mariage florentin orné, et la tête de lit peinte, il s'inscrit dans les Objets de la vie quotidienne pendant la Renaissance florentine qui transforme certains de ses objets en œuvres d'art  ou même les invente.
Pour ces derniers qui composent l'ensemble d'accouchement, à propos du mariage et de son but, la descendance :
- Le desco da parto, plateau d'accouchée, en tondo  décoré recto-verso
- l'ensemble de vaisselle  ornée, en majolique qui  comporte le bol de bouillon (scodella), avec son couvercle plat (tagliere) qui sert également de plat pour le pain,  une tasse pour boire (ongaresca), une salière (saliera) insérée dans le pied .

Sur tous ces objets les scènes représentées sont à la fois mythologiques, symboliques, d'inspiration religieuses ou profanes et leur but est de mêler la vie contemporaine aux références historiques antiques.

### Exemples illustres de tableau de mariage
- Le Printemps de Botticelli et Pallas et le Centaure,  tableaux de mariage, celui de Lorenzo di Pierfrancesco de Médicis, un cousin de Laurent de Médicis, avec Sémiramis Appriani que l'on peut identifier comme les deux personnages vêtus de rouge, couleur de la passion (conservé aux Offices de Florence).
- les fresques de Botticelli de la Villa Tornabuoni Lemmi di Careggi, pour le mariage de Lorenzo Tornabuoni avec Matteo di Andrea Albizzi.
- Laura de Giorgione ou Ritratto di giovane sposa, avec la présence de feuilles de laurier (Laura), symbole de la longévité matrimoniale (conservé à Vienne, au Kunsthistorische Museum).
- Vénus et Cupidon de Lorenzo Lotto, avec des allusions érotiques.
- La Vénus d'Urbin du Titien, qui contient et la vue de l'épouse et de sa servante devant un cassone dans la chambre nuptiale (ici vénitienne), et le contenu peint du couvercle, un nu, invention picturale de la Renaissance[1].
- Allégorie conjugale du Titien, un couple déguisés en mars et Vénus accompagnés de divinités symboliques du mariage et de l'amour comme Cupidon, et  dont la femme tient une boule de verre ou un miroir sphérique (dans laquelle ils verraient leur avenir ?)
- Les Époux Arnolfini de Jan van Eyck
- Didon et Enée (ou Pâris et Hélène) de Karel Škréta (1610-1674), double portrait de Marie Diane de Gazoldo et de Humprecht-Jean Czernin (~1652)
- La Ginevra de' Benci de Léonard de Vinci, a longtemps été interprété comme tel.
- Le Tondo Doni de Michel-Ange, à l'occasion du mariage de Angelo Doni, un riche tisserand, avec Maddalena Strozzi.
- Bethsabée au bain de Véronèse, mêlant les thèmes de l'adultère et de la Justice.